# Ouvre-boîte P-38

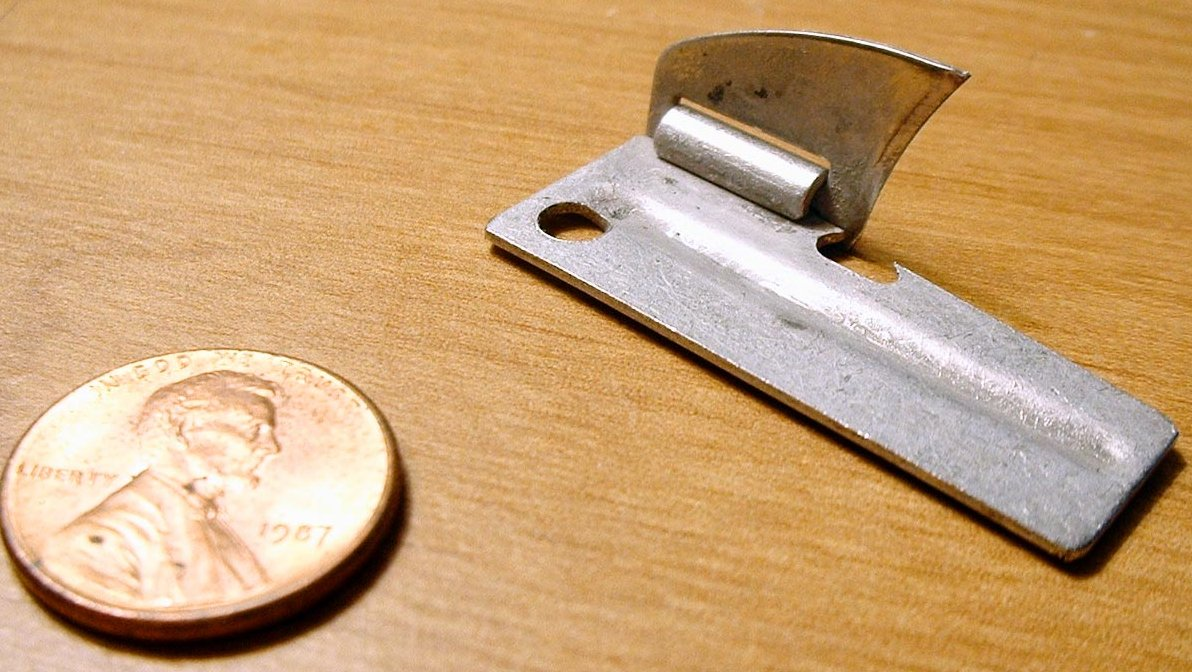
Ouvre-boîte P38 déplié, à côté d'une pièce de 5 cents.

L'ouvre-boîte P-38 (la variante plus grande étant connue sous le nom de P-51) est un petit ouvre-boîte qui était fourni avec les rations militaires en conserve des États-Unis depuis son introduction en 1942 jusqu'à la fin de la distribution des rations en conserve dans les années 1980. Initialement conçu pour et distribué dans la ration K, il a ensuite été inclus dans la ration C. Le léger et minuscule ouvre-boîte militaire pliable P-38 a été développé par le Subsistence Research Lab de Chicago en 1942 en seulement 30 jours. En 2024, il est toujours en production et vendu dans le monde entier.[réf. nécessaire]

## Conception
Le P-38 est connu comme un «John Wayne» par le Corps des Marines des États-Unis, en raison de sa robustesse et de sa fiabilité. L'ouvre-boîte tient dans la poche, mesure environ 1,5 pouce (38 mm) de long et se compose d'une courte lame métallique qui sert de poignée, avec une petite dent métallique articulée qui se déplie pour percer le couvercle de la boîte.[source insuffisante]
Une encoche juste sous le point d'articulation maintient l'ouvre-boîte accroché au bord de la boîte pendant que l'appareil «marche» autour pour découper le couvercle. Une version plus grande appelée le P-51 est un peu plus facile à utiliser. La partie poignée peut également faire office de tournevis à lame plate de fortune, avec une capacité limitée en raison de la tôle assez souple utilisée.
Les désignations militaires officielles du P-38 incluent «U.S. ARMY POCKET CAN OPENER» et «OPENER, CAN, HAND, FOLDING, TYPE I». Comme pour certains autres termes militaires (par exemple, «jeep»), l'origine du terme n'est pas connue avec certitude. L'ouvre-boîte P-38 partage par coïncidence une désignation avec l'avion de combat Lockheed P-38 Lightning, ce qui pourrait faire allusion à ses performances rapides; de plus, l'ouvre-boîte P-51 a également un homonyme dans le North American P-51 Mustang.
Une explication de l'origine du nom est que le P-38 mesure environ 38 millimètres de long. Cette explication vaut également pour le P-51, qui mesure environ 51 mm (2,0 pouces) de longueur. Cependant, l'utilisation du système métrique aux États-Unis n'était pas encore très répandue à cette époque, et les sources de l'armée américaine indiquent que l'origine du nom est ancrée dans les 38 perforations autour de la circonférence d'une boîte de ration C nécessaires pour l'ouverture.
Les P-38 ne sont plus utilisés pour les rations individuelles par l'armée américaine, car les rations C en conserve ont été remplacées par des rations MRE dans les années 1980, conditionnées dans des sachets en plastique. Les plus grands P-51 sont inclus dans les «rations en barquette» de l'armée américaine (repas en conserve en vrac). On les voit encore dans les efforts de reprise après une catastrophe et ils ont été distribués avec de la nourriture en conserve par des organisations de secours, tant aux États-Unis qu'à l'étranger.
Les premiers ouvre-boîtes P-38 sous contrat américain étaient fabriqués par J.W. Speaker Corporation de Germantown, Wisconsin (estampillés «Speaker USA») et par Washburn Corporation (marqués «US Androck»); ils ont ensuite été fabriqués par Mallin Shelby Hardware inc (disparu en 1973) de Shelby, Ohio et étaient diversement estampés «US Mallin Shelby O.» ou «U.S. Shelby Co.».[source insuffisante]

## Avantages
Le P-38 est moins cher à fabriquer qu'un ouvre-boîte standard, et il est plus petit et plus léger à transporter. L'appareil peut être facilement attaché à un porte-clés ou à une chaîne de plaque d'identité à l'aide du petit trou perforé.

## Utilisation
D'abord, la pointe de coupe est pivotée jusqu'à sa position de 95 degrés, à partir de sa position pliée et rangée. Ensuite, pour un utilisateur droitier, le P-38 est tenu dans la main droite par la longue section plate, avec la pointe de coupe pointant vers le bas et loin de l'utilisateur, tout en accrochant le bord de la boîte à travers l'encoche circulaire située sur la longue section plate à côté du bord coupant. La boîte est tenue dans la main gauche et la main droite est légèrement tournée dans le sens des aiguilles d'une montre, ce qui permet de percer le couvercle de la boîte. 
La boîte est ensuite tournée dans le sens inverse des aiguilles d'une montre dans la main gauche, tandis que la main droite tourne alternativement légèrement dans le sens inverse des aiguilles d'une montre et légèrement dans le sens des aiguilles d'une montre, jusqu'à ce que la boîte ait effectué une rotation de près de 360 degrés et que le couvercle soit presque libre. Le couvercle de la boîte maintenant ouverte est soulevé, le plus souvent avec le bord tranchant du P-38, et le P-38 est essuyé, et la pointe de coupe est ramenée à sa position pliée et rangée. Le P-38 est ensuite remis à son emplacement de rangement, qu'il s'agisse de pendre à une chaîne de plaque d'identité autour du cou ou dans la poche si le P-38 est attaché à un porte-clés.
Les utilisateurs gauchers tiennent simplement le P-38 dans leur main gauche, avec la pointe de coupe dirigée vers eux, tout en tenant la boîte à ouvrir dans leur main droite, tout en inversant le sens des mouvements de la main de coupe décrits ci-dessus.
Selon la tradition, il fallait soi-disant 38 coupures comme décrit ci-dessus pour ouvrir une boîte de rations C. Un utilisateur gaucher est légèrement désavantagé dans la mesure où le bout du pouce (au lieu de la face latérale de la phalange distale de l'index) doit appliquer la combinaison des forces de déplacement et de torsion. Les pouces droits ne subissent que la force de torsion.

## Appareils similaires
Un appareil similaire qui incorpore une petite cuillère à une extrémité et un décapsuleur à l'autre est actuellement employé par l'Australian Defence Force et l'armée néo-zélandaise dans ses kits de rations. Le Field Ration Eating Device est connu par l'acronyme «FRED». Il est également largement connu sous son rétro-acronyme péjoratif, le «Fucking Ridiculous Eating Device»,.
Un autre appareil similaire était inclus dans les rations 24 heures «Operational Ration Pack, General Purpose» et les rations «Compo» Composite (14 hommes) de l'armée britannique. À un moment donné, ils étaient fabriqués par W.P. Warren Engineering Co. Ltd, Birmingham, Angleterre.
L'armée suédoise a également employé une variante similaire de cet ouvre-boîte. Sa désignation officielle est M7481-021000 Konservbrytare Mini qui était distribuée avec les notoires «boîtes dorées» (les rations de campagne suédoises étaient conditionnées dans des boîtes métalliques de couleur dorée).
En 1924, un appareil similaire figurait dans Popular Mechanics, sans mention d'une provenance militaire.
Un ouvre-boîte similaire au P-38, mais avec une lame non pliable, était populaire en Pologne pendant des années. On le trouve encore dans les magasins ainsi que dans les ouvre-boîtes de type papillon.